# Aston Oaks Golf Club
Aston Oaks Golf Club är en amerikansk golfklubb i Ohioflodens dalgång. Klubben grundades 1999 och är designad av Jack Nicklaus Design Group. Golfbanan ligger idag på mark som tidigare tillhört President William Henry Harrison.